# Vallarsa
Vallarsa település Olaszországban, Trento megyében. Lakosainak száma 1394 fő (2023. január 1.). Vallarsa Ala, Rovereto, Trambileno, Valli del Pasubio és Recoaro Terme községekkel határos.

## Népesség
A település népességének változása:
| Lakosok száma | 1375 | 1360 | 1394 |
|               | 2017 | 2018 | 2023 |